# Batman: Arkham Origins (móvil)
Batman: Arkham Origins es un videojuego beat'em up gratuito desarrollado por NetherRealm Studios y publicado por Warner Bros. Interactive Entertainment para iOS y Android. Basado en el superhéroe Batman de DC Comics, es un spin-off del videojuego Batman: Arkham Origins de 2013, y es parte de la serie Batman : Arkham. Fue lanzado para iOS el 16 de octubre de 2013 y para Android el 25 de julio de 2014. El juego presenta mecánicas de combate táctil y ofrece compras en la aplicación o micro transacciones. La última actualización del juego fue el 21 de abril de 2014. El juego superó los 5 millones de descargas en la tienda Google Play.

## Jugabilidad
Arkham Origins se basa en gran medida en un sistema de combate de estilo arcade y no está muy orientado a la historia. Usando una serie de ataques rápidos y penetrados al deslizar y tocar la pantalla con los dedos, combinados con el bloqueo y la alteración de la postura de Batman, los jugadores pueden desatar una combinación de golpes que pueden usarse para derrotar a los enemigos uno a la vez. La postura predeterminada de "Asalto" permite infligir más daño a los enemigos como consecuencia de recibir más daño, mientras que la postura de "Cuidado", que se puede alternar con la postura de Asalto durante el combate, permite al jugador retener y fortalecer su defensa y les ofrece la capacidad de curarse con el tiempo, pero no tiene el potencial de daño de Asalto. Después de cargar, los jugadores también tienen la capacidad de usar ataques especiales, incluidos Batswarm, Batarang y Health Boost. Algunos especiales dan beneficios defensivos/ofensivos al jugador, otros curan al jugador, mientras que algunos son ataques ofensivos. Además de sus ataques básicos normales, los enemigos también tienen un ataque "Enrage" más poderoso e incontrarrestable que se activa después de que el jugador inflige un daño considerable, que solo puede bloquearse.
El juego usa energía, y cada misión requiere una cierta cantidad de energía, y cuando el jugador se queda sin energía, debe esperar a que se recargue o comprar más con dinero/moneda prémium. Los tipos de moneda que se utilizan son puntos "WayneTech/Wayne Enterprise", una moneda prémium que se usa tanto para comprar potenciadores de combate como puntos de mejora, la moneda que se gana en el juego. Los puntos de mejora se utilizan en la sección Mejoras, donde el jugador puede mejorar varias cosas, incluidas sus posturas, habilidades especiales y sus habilidades pasivas (es decir, daño de ataque básico/índice crítico), aunque los puntos de WayneTech también pueden tener el mismo propósito. En la pantalla Actualizaciones, el jugador también puede adquirir y actualizar Batitrajes, utilizando WayneTech o Puntos de actualización. Cada Batitraje cuesta una cierta cantidad de moneda, mientras que ciertos Batitrajes, como Darkest Night y Red Son, requieren desbloquearse a través de varios propósitos (es decir, iniciar sesión con una cuenta de ID de Warner Bros). Para actualizar los batitrajes, el jugador debe adquirir ciertos artículos, como la armadura de nivel 1 o la capucha de Arkham Origins, y cada actualización requiere una cierta cantidad de artículos, así como diferentes artículos (es decir, Red Son necesita una capucha de Red Son, Arkham Origins necesita una capucha de Arkham Origins). Todos los artículos se pueden ganar completando misiones, que a veces dan o no artículos. Los jugadores también pueden usar puntos WayneTech para "Búsqueda de detectives" de elementos, lo que garantiza al menos un único elemento aleatorio. Cada actualización de Batsuit/una mejor adquisición de Batsuit mejorará las estadísticas del jugador, por ejemplo, que el traje largo de Halloween tiene 5 velocidades más que Arkham Origins, el traje inicial, y que una actualización de Arkham Origins también puede permitir que el jugador adquiera 5 velocidades más. . Cada traje también tiene una cierta ventaja, como más defensa contra incendios, defensa contra venenos o defensa contra ataques básicos o (en el caso de todos los trajes de Arkham Origins) simplemente mejora las habilidades naturales de Batman.
Además de las misiones principales, incluidas las batallas de jefes contra villanos notorios, también hay misiones de los más buscados, algunas de las cuales también presentan batallas contra villanos notorios (un ejemplo es Copperhead, que apareció en una misión de Uptown Gotham Most Wanted), además de los habituales enemigos matones. También hay misiones de "Emboscada", que aparecen en momentos aleatorios, no se pueden omitir y solo se pueden reproducir si se completan con éxito.

## Sinopsis

### Personajes
Arkham Origins sigue la trama principal de su contraparte de consola y PC, y cuenta con varios personajes que regresan. La historia gira en torno a un Batman más joven y menos refinado, un justiciero que lucha contra el crimen en Gotham City, que aún tiene que establecerse como protector de la ciudad y es perseguido por la policía y los delincuentes por igual. En su búsqueda de justicia, solo lo ayuda su leal mayordomo Alfred Pennyworth. En Nochebuena, el señor del crimen Máscara Negra ofrece una recompensa por Batman, lo que atrae a ocho de los mejores asesinos del mundo a Ciudad Gótica (aunque solo cinco de ellos - Bane, Deathstroke, Deadshot, Copperhead, y Electrocutioner - aparecen fuera del abriendo escena). Cada uno de estos asesinos sirve como jefes, y se pelean más de una vez; cada jefe, a excepción de Electrocutioner, también tiene dos apariencias diferentes (mientras que la segunda aparición de Deathstroke y Bane son solo ellos sin su máscara y están tomadas de la versión de consola y PC, las de Cooperhead y Deadshot son originales y exclusivas de este juego).
El juego presenta la actuación de voz solo en la escena de apertura, durante las escenas de muerte (que ocurren cada vez que el jugador es derrotado) y, a veces, durante las interacciones en medio de las batallas contra jefes, aunque muy brevemente y la mayor parte del diálogo se recicla de la consola y versión para PC. Todos los actores retoman su papel de dicha versión: Roger Craig Smith como Batman, Martin Jarvis como Alfred, JB Blanc como Bane, Mark Rolston como Deathstroke, Chris Cox como Deadshot, Rosa Salazar como Copperhead, y Steven Blum como Electrocutioner.

### Ambientación
Arkham Origins tiene lugar en la ficticia Gotham City. Al igual que Batman: Arkham City Lockdown, el juego no ofrece a los jugadores la posibilidad de moverse libremente por el entorno. En cambio, Gotham se divide en cuatro distritos: Downtown Gotham, Industrial District, Uptown Gotham y The Docks. Al comienzo del juego, los jugadores tienen acceso a un solo distrito, y los demás se desbloquean a medida que completan las misiones principales y derrotan a los jefes de cada distrito.

## Desarrollo
En octubre de 2013, en la New York Comic Con, se reveló que Batman: Arkham Origins vendría a plataformas móviles iOS y Android, desarrolladas por NetherRealm Studios, quienes crearon Arkham City Lockdown. Ed Boon se desempeña como director creativo de Arkham Origins. La versión móvil se puede conectar a la versión de consola y PC para desbloquear contenido exclusivo, como el traje de Batman Red Son, para usar en ambas versiones. Los aspectos exclusivos de Batman para la versión móvil incluyen diseños de JSA: The Liberty Files, Batman Beyond, Blackest Night y Injustice: Dioses entre nosotros.